# Alpineskiën op de Olympische Winterspelen 1964
Alpineskiën is een van de sporten die beoefend werden tijdens de Olympische Winterspelen 1964 in Innsbruck. Deze wedstrijden golden tevens als wereldkampioenschap.
Vlak voor de start van de Spelen overleed de Australische skiër Ross Milne bij een trainingsongeluk op de piste.

## Heren

### Afdaling
| rang   | sporter(s)       | land | tijd    |
| ------ | ---------------- | ---- | ------- |
| Goud   | Egon Zimmermann  | AUT  | 2:18.16 |
| Zilver | Léo Lacroix      | FRA  | 2:18.90 |
| Brons  | Wolfgang Bartels | EUA  | 2:19.48 |
| 4      | Joos Minsch      | SUI  | 2:19.54 |
| 5      | Ludwig Leitner   | EUA  | 2:19.67 |
| 6      | Guy Périllat     | FRA  | 2:19.79 |
| 7      | Gerhard Nenning  | AUT  | 2:19.98 |
| 8      | Willi Favre      | SUI  | 2:20.23 |

### Reuzenslalom
| rang   | sporter(s)        | land | tijd    |
| ------ | ----------------- | ---- | ------- |
| Goud   | François Bonlieu  | FRA  | 1:46.71 |
| Zilver | Karl Schranz      | AUT  | 1:47.09 |
| Brons  | Josef Stiegler    | AUT  | 1:48.05 |
| 4      | Willi Favre       | SUI  | 1:48.69 |
| 5      | Jean-Claude Killy | FRA  | 1:48.92 |
| 6      | Gerhard Nenning   | AUT  | 1:49.68 |
| 7      | Billy Kidd        | USA  | 1:49.97 |
| 8      | Ludwig Leitner    | EUA  | 1:50.04 |

### Slalom
| rang   | sporter(s)      | land | tijd    |
| ------ | --------------- | ---- | ------- |
| Goud   | Josef Stiegler  | AUT  | 2:11.13 |
| Zilver | Billy Kidd      | USA  | 2:11.27 |
| Brons  | Jim Heuga       | USA  | 2:11.52 |
| 4      | Michel Arpin    | FRA  | 2:12.91 |
| 5      | Ludwig Leitner  | EUA  | 2:12.94 |
| 6      | Adolf Mathis    | SUI  | 2:12.99 |
| 7      | Gerhard Nenning | AUT  | 2:13.20 |
| 8      | Wallace Werner  | USA  | 2:13.46 |

## Dames

### Afdaling
| rang   | sporter(s)                 | land | tijd    |
| ------ | -------------------------- | ---- | ------- |
| Goud   | Christl Haas               | AUT  | 1:55.39 |
| Zilver | Edith Zimmerman            | AUT  | 1:56.42 |
| Brons  | Traudl Hecher              | AUT  | 1:56.66 |
| 4      | Heidi Biebl                | EUA  | 1:57.87 |
| 5      | Barbi Henneberger          | EUA  | 1:58.03 |
| 6      | Madeleine Bochatay         | SUI  | 1:59.11 |
| 7      | Nancy Greene               | CAN  | 1:59.23 |
| 8      | Christine Terraillon       | FRA  | 1:59.66 |
|        |                            |      |         |
| 13     | Patricia Du Roy de Blicquy | BEL  | 2:01.41 |

### Reuzenslalom
| rang   | sporter(s)                 | land | tijd    |
| ------ | -------------------------- | ---- | ------- |
| Goud   | Marielle Goitschel         | FRA  | 1:52.24 |
| Zilver | Christine Goitschel        | FRA  | 1:53.11 |
| Zilver | Jean Saubert               | USA  | 1:53.11 |
| 4      | Christl Haas               | AUT  | 1:53.86 |
| 5      | Annie Famose               | FRA  | 1:53.89 |
| 6      | Edith Zimmerman            | AUT  | 1:54.21 |
| 7      | Barbi Henneberger          | EUA  | 1:54.26 |
| 8      | Traudl Hecher              | AUT  | 1:54.55 |
|        |                            |      |         |
| 17     | Patricia Du Roy de Blicquy | BEL  | 1:58.76 |

### Slalom
| rang   | sporter(s)                 | land | tijd    |
| ------ | -------------------------- | ---- | ------- |
| Goud   | Christine Goitschel        | FRA  | 1:29.86 |
| Zilver | Marielle Goitschel         | FRA  | 1:30.77 |
| Brons  | Jean Saubert               | USA  | 1:31.36 |
| 4      | Heidi Biebl                | EUA  | 1:34.04 |
| 5      | Edith Zimmerman            | AUT  | 1:34.27 |
| 6      | Christl Haas               | AUT  | 1:35.11 |
| 7      | Liv Jagge                  | NOR  | 1:36.38 |
| 8      | Patricia Du Roy de Blicquy | BEL  | 1:37.01 |

## Medaillespiegel
| rang | land               | goud | zilver | brons | totaal |
| ---- | ------------------ | ---- | ------ | ----- | ------ |
| 1    | Frankrijk          | 3    | 3      | 0     | 6      |
| 2    | Oostenrijk         | 3    | 2      | 2     | 7      |
| 3    | Verenigde Staten   | 0    | 2      | 2     | 4      |
| 4    | Duits eenheidsteam | 0    | 0      | 1     | 1      |
|      |                    | 6    | 7      | 5     | 18     |